# مفروزید
مفروزید (انگلیسی: Mefruside) یک داروی دیورتیک است که برای درمان ادم و فشار خون بالا تجویز می‌شود.